# Museu SEAT

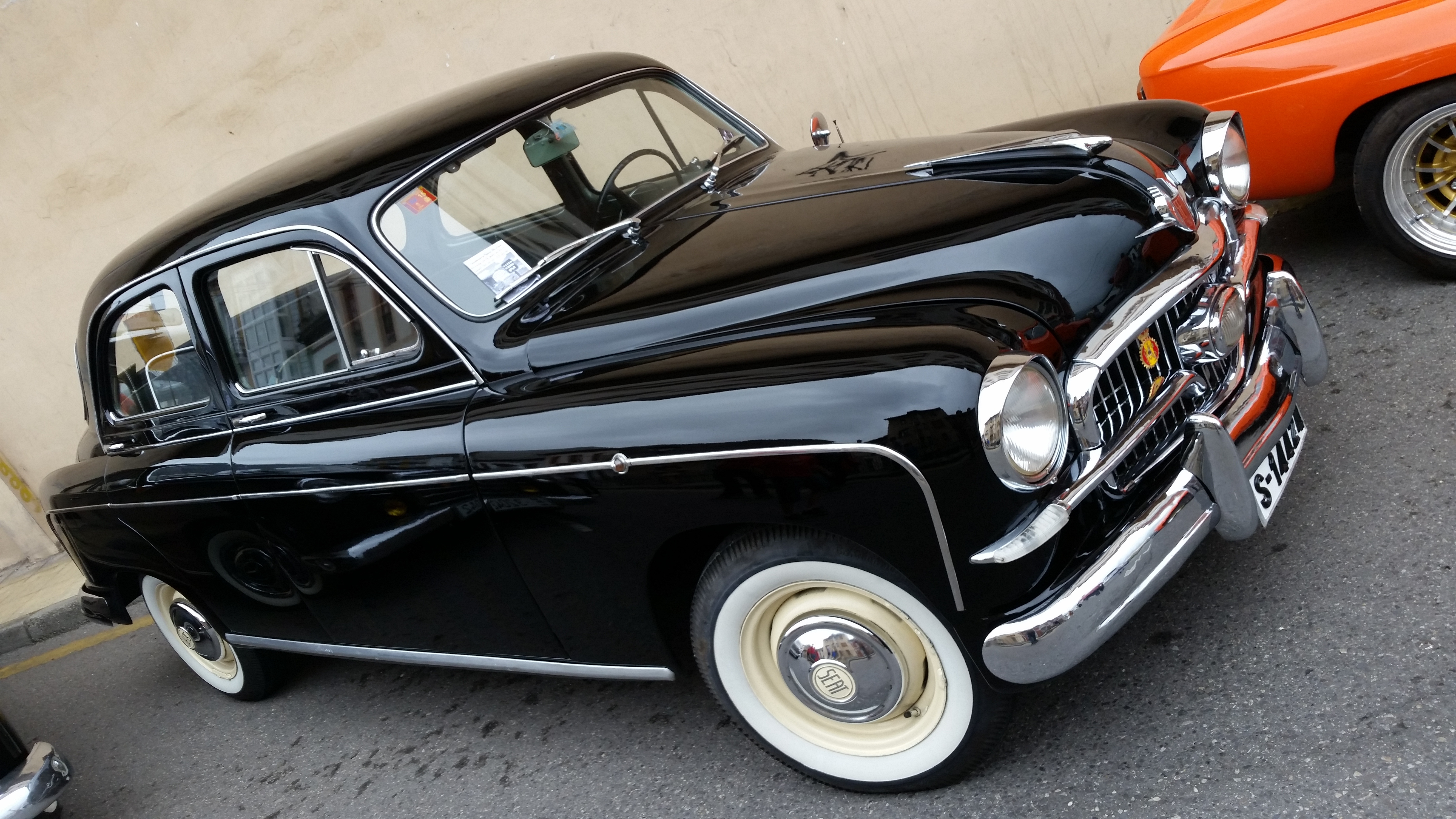
SEAT 1400

El Museu SEAT és un projecte de mig termini de l'empresa SEAT amb seu a Martorell. El museu estarà situat a l'antiga fàbrica de cotxes de SEAT a la Zona Franca, específicament a la nau A122. La col·lecció compta ara per ara amb més de 300 cotxes entre els quals hi ha prototips, cotxes de competició i tota la gamma de cotxes de SEAT amb bastants de les seves variants i alguns cotxes únics com n'és el Papamòbil construït sobre la base d'un Marbella, un cotxe utilitzat per a competir la Fórmula 1430 o el cotxe número 1 milió de la marca.
Aquest patrimoni s'ha conservat gràcies a que Elvira Beloso, secretaria de presidència de SEAT quan Volkswagen va adquirir les primeres accions de la marca de Martorell, a la dècada dels 80, va negar-se a eliminar tota la col·lecció que es conservava de l'època inicial. No va ser fins uns anys després que Pierre-Alain de Smedt, president de la companyia, decidís restaurar els cotxes i ampliar la col·lecció.
El museu encara està en fase de projecte a l'espera de trobar un lloc més ben situat i adequat per a la presència constant de visitants a més de poder exposar una quantitat major de vehicles, actualment se'n poden exposar menys de 200 dels 300 que hi ha a la col·lecció per limitació d'espai. Des de fa uns anys s'ha pogut visitar amb cita prèvia o durant el festival 48h Open House Bcn i s'espera que d'aquí un temps estigui obert al públic.